# Mecistoptera leucotrigona
Mecistoptera leucotrigona là một loài bướm đêm trong họ Erebidae.